# Dawny budynek poczty głównej w Częstochowie
Dawny budynek poczty głównej w Częstochowie – zabytkowy, konstruktywistyczny budynek w Częstochowie, przy ul. Kopernika 22, zbudowany w latach 1925–1926 według projektu Adolfa Szyszko-Bohusza.

## Historia
Zbudowany w latach 1925–1926 pod kierunkiem F. Tadaniera gmach pocztowy zaprojektował Adolf Szyszko-Bohusz. Charakterystycznym elementem budynku był zegar umieszczony na narożnej, pięciokondygnacyjnej wieży (otwarty od góry szklany sześcian o wysokości 5,5 m z czterema zegarami na każdej ścianie, z których każdy ma cyfry o wysokości 60 cm), ponadto w gmachu znajdowały się pierwotnie drzwi obrotowe, które w chwili oddania budynku do użytku były lokalną atrakcją. Budynek ceglany na planie podkowy, dwupiętrowy, trzyskrzydłowy, ma konstrukcję szkieletową z żelazobetonu. Od strony ul. Śląskiej znajduje się czterofilarowy portyk, w którym pierwotnie znajdowały się dwie pary drzwi obrotowych. Elewacje frontowa i boczna budynku zdobią ciągłe gzymsy podokienne i gzyms okapowy zwieńczony żelazną balustradą. Dach budynku płaski, kryty blachą.
Gmach został wpisany do rejestru zabytków 19 czerwca 1989 roku pod sygnaturą A/458/89.
W 1991 r. przedsiębiorstwo Polska Poczta, Telegraf i Telefon podzieliło się na Pocztę Polską i Telekomunikację Polską SA, a budynek przypadł TP SA, ponieważ na jego piętrze znajdowała się centrala telefoniczna. Poczta Polska natomiast wynajęła od TP SA pomieszczenia w budynku. W 1991 roku Telekomunikacja Polska uzyskała u konserwatora zabytków pozwolenie na prace remontowe, w ramach których przebudowano halę obsługi na parterze. W trakcie kolejnych prac w 1995 r. drzwi obrotowe zlikwidowano jako niewygodne dla klientów. 